# Seijuu Sentai Gingaman
Seijuu Sentai Gingaman (星獣戦隊ギンガマン (Tinh thú Chiến đội Gingaman) Seijū Sentai Gingaman), tạm dịch là Chiến đội Tinh thú Gingaman, là seri Super Sentai thứ 22 của Công ty Toei. Bản Mỹ hoá của bộ phim là: Power Rangers: Lost Galaxy.
Đây là lần cuối cùng Super Sentai dùng chữ "-man" cho tên gọi của nhóm Sentai.
Mỗi tập của Seijuu Sentai Gingaman bắt đầu với câu: "Tinh thú: Chúng là những thần thú chiến đấu bảo vệ sự cân bằng của dải Ngân Hà!"

## Nhân vật
Fire Warrior Ryouma / GingaRed (リョウマ/ギンガレッド Ryōma/Gingareddo)
Wind Warrior Hayate / GingaGreen (ハヤテ/ギンガグリーン Hayate/Gingagurīn)
Water Warrior Gouki / GingaBlue (ゴウキ/ギンガブルー Gōki/Gingaburū)
Thunder Warrior Hikaru / GingaYellow (ヒカル/ギンガイエロー Hikaru/Gingaierō)
Flower Warrior Saya / GingaPink (サヤ/ギンガピンク Saya/Gingapinku)
Bison Warrior Hyuuga / Black Knight (ヒュウガ/黒騎士 Hyūga/Kuro Kishi)

## Tập (Chương)
1. Những Thanh kiếm huyền thoại (伝説の刃（やいば） Densetsu no Yaiba?)
2. Sự trở lại của Tinh Thú (星獣の再来 Seijū no Sairai?)
3. Trí tuệ của đất (大地の知恵 Daichi no Chie?)
4. Trái tim của Earth (アースの心 Āsu no Kokoro?)
5. Kiba tất sát (必殺の機刃（きば） Hissatsu no Kiba?)
6. Seijuu gặp nạn (星獣の危機 Seijū no Kiki?)
7. Thời khắc tái sinh (復活の時 Fukkatsu no Toki?)
8. Tình yêu nấu ăn (愛情の料理 Aijō no Ryōri?)
9. Con mèo bí mật (秘密の子猫 Himitsu no Koneko?)
10. Tiếng sáo trong gió (風の笛 Kaze no Fue?)
11. Sự chân thành của chiến binh (戦士の純情 Senshi no Junjō?)
12. Đoàn tụ trong ác mộng (悪夢の再会 Akumu no Saikai?)
13. Juugekibou nghịch đảo (逆転の獣撃棒 Gyakuten no Jūgekibō?)
14. Song trùng của Saya (二人のサヤ Futari no Saya?)
15. Cơn nấc cụt kinh hoàng (恐怖のしゃっくり Kyōfu no Shakkuri?)
16. Ngôi nhà thân thương (心の故郷 Kokoro no Kokyō?)
17. Lòng dũng cảm thật sự (本当の勇気 Hontō no Yūki?)
18. Hắc Kỵ sĩ bí ẩn (謎の黒騎士 Nazo no Kuro Kishi?)
19. Kỵ sĩ báo thù (復讐の騎士 Fukushū no Kishi?)
20. Trận chiến đơn độc (ひとりの戦い Hitori no Tatakai?)
21. Thử thách cà chua (トマトの試練 Tomato no Shiren?)
22. Ánh sáng xuất hiện (光の出現 Hikari no Shutsugen?)
23. Tranh chấp kết thúc (争奪の果て Sōdatsu no Hate?)
24. Ý chí của Budo (ブドーの執念 Budō no Shūnen?)
25. Quyết định của Hắc Kỵ Sĩ (黒騎士の決意 Kuro Kishi no Ketsui?)
26. Anh em lửa (炎の兄弟 Honō no Kyōdai?)
27. Xác ướp quyến rũ (ミイラの誘惑 Miira no Yūwaku?)
28. Papa thay đổi bất ngờ (パパの豹変 Papa no Hyōhen?)
29. Thương gia bóng tối (闇の商人 Yami no Shōnin?)
30. Seijuu thép (鋼の星獣 Hagane no Seijū?)
31. Lời nguyền hóa đá (呪いの石 Noroi no Ishi?)
32. Động cơ chiến mã của tình bạn (友情の機動馬 Yūjō no Kidō Uma?)
33. Saya được thương mến (憧れのサヤ Akogare no Saya?)
34. Iries bất bại (不死身のイリエス Fujimi no Iriesu?)
35. Lựa chọn của Gouki (ゴウキの選択 Gōki no Sentaku?)
36. Haruhiko vô địch (無敵の晴彦 Muteki no Haruhiko?)
37. Tham vọng của Bookrates (ブクラテスの野望 Bukuratesu no Yabō?)
38. Quyết định của Hyuuga (ヒュウガの決断 Hyūga no Ketsudan?)
39. Mát xa cho trái tim (心のマッサージ Kokoro no Massāji?)
40. Majin đau khổ (哀しみの魔人 Kanashimi no Majin?)
41. Ma Thú hồi sinh (魔獣の復活 Majū no Fukkatsu?)
42. Ma Thú đáng sợ (戦慄の魔獣 Senritsu no Majū?)
43. Dấu chân huyền thoại (伝説の足跡 Densetsu no Ashioto?)
44. Ma Thú của Trái Đất (地球の魔獣 Chikyū no Majū?)
45. Nước mắt tiểu tiên (妖精の涙 Yōsei no Namida?)
46. Ngọn gió giận dữ (怒りの風 Ikari no Kaze?)
47. Mưu đồ xấu xa (悪魔の策略 Akuma no Sakuryaku?)
48. Kết thúc của Mokk (モークの最期 Mōku no Saigo?)
49. Ngọn núi thần kỳ (奇跡の山 Kiseki no Yama?)
50. Huyền thoại ngày mai (明日の伝説（レジェンド） Ashita no Rejendo?)

## Diễn viên

### Chính
- Ryoma/Ginga Red: Kazuki Maehara (前原 一輝 Maehara Kazuki?)
- Hayate/Ginga Green: Kōji Sueyoshi (末吉 宏司 Sueyoshi Kōji?) (now known simply as Koji)
- Gouki/Ginga Blue: Shōei (照英 Shōei?)
- Hikaru/Ginga Yellow: Nobuaki Takahashi (高橋 伸顕 Takahashi Nobuaki?)
- Saya/Ginga Pink: Juri Miyazawa (宮澤 寿梨 Miyazawa Juri?)
- Hyuuga/Black Knight: Teruaki Ogawa (小川 輝明 Ogawa Teruaki?)
- Steerwoman Shelinda: Kei Mizutani (水谷 ケイ Mizutani Kei?)
- Haruhiko Aoyama: Yoshihiko Takamoku (高杢 禎彦 Takamoku Yoshihiko?)
- Yuuta Aoyama: Shogo Hayakawa (早川 翔吾 Hayakawa Shōgo?)
- Suzuko Mizusawa: Makiko Yoshida (吉田 真希子 Yoshida Makiko?)

### Lồng tiếng
- Moak: Rokurō Naya (納谷 六朗 Naya Rokurō?)
- Bokku: Sanae Miyuki (深雪 さなえ Miyuki Sanae?)
- BullBlack: Kōji Ochiai (落合 弘治 Ochiai Kōji?)
- Zahab: Hidekatsu Shibata (柴田 秀勝 Shibata Hidekatsu?)
- Bucrates: Chafūrin (茶風林 Chafūrin?)
- Sambash: Nobuyuki Hiyama (檜山 修之 Hiyama Nobuyuki?)
- Budoh: Kazuo Hayashi (林 一夫 Hayashi Kazuo?)
- Iliess: Gara Takashima (高島 雅羅 Takashima Gara?)
- Battobas: Takeshi Watabe (渡部 猛 Watabe Takeshi?)
- Biznella: Kaneto Shiozawa (塩沢 兼人 Shiozawa Kaneto?)

### Trang phục
- GingaRed (main), BullTaurus, GingaLeon: Seiji Takaiwa (高岩 成二 Takaiwa Seiji?)
- Budoh, Biznella, GingaRed (sub): Hirofumi Fukuzawa (福沢 博文 Fukuzawa Hirofumi?)
- GingaGreen, Gingalcon, GigaRhinos, Gingaioh/Shine Armor Gingaioh, Zahab: Yasuhiro Takeuchi (竹内 康博 Takeuchi Yasuhiro?)
- GingaBlue, Gingarilla, Gingaioh/Shine Armor Gingaioh, Zahab, GigaRhinos,: Jirō Okamoto (岡元 次郎 Okamoto Jirō?)
- GingaYellow, GingaVerick, GigaPhoenix: Yūichi Hachisuka (蜂須賀 祐一 Hachisuka Yūichi?)
- GingaPink, Gingat, Heavy Knight: Motokuni Nakagawa (中川 素州 Nakagawa Motokuni?)
- Sambash, Black Knight: Naoki Ōfuji (大藤 直樹 Ōfuji Naoki?)
- Gingaioh/Shine Armor Gingaioh: Hideaki Kusaka (日下 秀昭 Kusaka Hideaki?)
- Iliess, Gingalcon: Shōji Hachisuka (蜂須賀 昭二 Hachisuka Shōji?)
- Battobas: Hirofumi Ishigaki (石垣 広文 Ishigaki Hirofumi?)
- Bucrates: Kenjirō Fujita (藤田 健次郎 Fujita Kenjirō?)

## Bài hát
Đầu
- "Seijuu Sentai Gingaman" (星獣戦隊ギンガマン Seijū Sentai Gingaman?)
  - Lyrics: Shoko Fujibayashi
  - Composition & Arrangement: Toshihiko Sahashi
  - Artist: Masato Shimon (as Ryu Kisami)

Kết
- "Naked Mind" (はだしの心で Hadashi no Kokoro de?)
  - Lyrics: Shoko Fujibayashi
  - Composition: Masao Ideguchi (出口 雅生 Ideguchi Masao?)
  - Arrangement: Kōichirō Kameyama (亀山 耕一郎 Kameyama Kōichirō?)
  - Artist: Masato Shimon (as Ryu Kisami)